# جون بوركي
جون بوركي (بالإنجليزية: John Bourke)‏ هو لاعب كرة قدم بريطاني، ولد في 31 ديسمبر 1953 في غلاسكو في المملكة المتحدة. لعب مع دندي يونايتد ونادي بريتشين سيتي ونادي دمبرتون ونادي كيلمارنوك.